# نادي سبورتينغ تونس
نادي سبورتينغ تونس (بالفرنسية: Sporting Club) هو نادي كرة قدم تونسي منحل تأسس سنة 1906 بـتونس العاصمة.

## الألقاب
|  | البطولة      | السنة      |
|  | ------------ | ---------- |
|  | بطولة الدوري | 1926, 1928 |
|  | كأس الدوري   | 1926, 1938 |